# Uncertainty
Uncertainty (br: Incertezas) é um filme dirigido e escrito por Scott McGehee e David Siegel. O filme é estrelado por Joseph Gordon-Levitt e Lynn Collins.

## Sinopse
Um jovem casal está na ponte do Brooklyn no 4 de Julho. Eles trocam algumas palavras vagas sobre decisões e escolhas. Após alguns momentos, cada um deles sai correndo em direções opostas. O "sprint" acaba por ser simbólico: quando ambos se encontram do outro lado da ponte, a história se divide em duas. Em uma versão, Bobby (Joseph Gordon-Levitt) e Kate (Lynn Collins) passam o dia em Manhattan; na outra, eles aparecem para visitar a família de Kate. Os dois resultados possíveis acontecem simultaneamente.

## Elenco
- Joseph Gordon-Levitt - Bobby
- Lynn Collins - Kate
- Nelson Laundrieu - Felix
- Assumpta Serna - Sylvia